# Брэйвстар (мультсериал)
Брэйвстар (англ. BraveStarr, рус. Звезда отваги) — американский мультипликационный сериал в жанре космического вестерна, созданный студией Filmation в 1986 году и транслировавшийся в период с 1987 по 1988 годы.

## Сюжет
Действие сериала разворачивается в XXIII веке на далёкой планете под названием Новый Техас (англ. New Texas). Обнаружение на Новом Техасе богатых месторождений кериума (англ. Kerium), редкого элемента, который представляет для общества будущего чрезвычайную важность и ценится в три раза выше золота, способствовало поспешной колонизации планеты.
Главным героем сериала является шериф шахтёрского городка Форт Кериум (англ. Fort Kerium) Брэйвстар — индеец, способный в исключительных случаях призывать силу «духов животных», что наделяет его на ограниченное время «скоростью пумы», «силой медведя», «слухом волка» и «глазом орла».

## Основные персонажи

### Положительные
Брэйвстар (BraveStarr) — межгалактический шериф, главный герой сериала.
30/30 — партнёр Звезды Отваги и его близкий друг, «техноконь», способный трансформироваться из четырёхногого состояния в человекоподобное двуногое. Последний из живых представителей древней расы Эквестроидов, разумных кибернетических лошадей. Вооружён мощным энергетическим ружьём, у которого есть собственное имя — Сара Джейн. Чрезвычайно силён физически (его сила эквивалентна «силе медведя» Брэйвстара).
Судья Джей Би МакБрайд (J.B. McBride) — городской судья Форта Кериум, вовлечена в романтические отношения с Брэйвстаром. Коренные обитатели Нового Техаса, т. н. «народ прерий» вручили ей, как представителю власти, высокотехнологическое оружие — молот, который она иногда использует, чтобы помочь шерифу в его борьбе с преступниками.
Шаман (Shaman) — безымянный индеец, живущий отшельником на Новом Техасе. Владеет искусством шаманов, выполняет для Брэйвстара роль наставника и учителя.
Фазз (Deputy Fuzz) — заместитель шерифа, представитель Народа Прерий - коренного населения Нового Техаса, коренастый и упитанный, внешне похожий на человекоподобную луговую собачку. Играет традиционную для сериалов студии Filmation роль комедийного персонажа второго плана (такую же как, например, Орко из «He-Man and the Masters of the Universe»).
Хэндлбар (Handle Bar) — неуклюжий 14-тонный зеленокожий бармэн, бывший космический пират. Носит рыжие усы и говорит с сильным бруклинским акцентом.
Ангус МакБрайд (Angus McBride) — отец Джей Би, бывший старатель. Инвалид, занимается изданием местной газеты.

### Отрицательные
Тэкс Хэкс (Tex Hex) — главный злодей и противник Брэйвстара, главарь Гнилой банды (англ. Carrion Bunch), в результате мутации и при содействии Стэмпеди получивший сверхвозможности. В прошлом был старателем, из-за жадности перегрузил свой корабль кериумом, и тот упал на Новый Техас. Тэкс был смертельно ранен при крушении, но его жадность и злоба привлекли внимание Стэмпеди, который восстановил тело Тэкса и наделил его мистической силой. Выглядит как высокий и тощий человек с кожей сиреневого цвета (признак, имевшийся и до превращения) и иссохшимся лицом, обтягивающим кости черепа; носит длинные седые усы.
Скузз (Skuzz) - приспешник Тэкса из числа Народа Прерий; родственник Фазза. Впервые встретился с Тэксом когда тот только прилетел на Новый Техас; соблазнившись посулами богатства, помог Тэксу поработить Народ Прерий и использовать его как дармовую рабочую силу. Был смертельно ранен при крушении корабля, но восстановлен обретшим мистическую силу Тэксом (однако, не получил никаких способностей). Постоянно курит сигары, из-за чего непрерывно кашляет и хрипит; что примечательно, остальные отрицательные персонажи считают курение отвратительной привычкой. В сериале в основном играет роль комического некомпетентного злодея, не представляющего реальной угрозы.
Стэмпеди (Stampede) — злой колдун, главный враг Шамана. Представитель расы бронкозавров (вероятно, вымершей). Предстает обычно  в виде окруженного мистическим туманом гигантского кибернетического скелета, напоминающего скелет динозавра. Самостоятельно действует редко; в основном предпочитает осуществлять свои планы через Тэкса Хэкса. Бо́льшая часть силы, которой он обладает, была похищена им у племени Шамана.

## История создания
Сериал появился благодаря своему главному злодею — персонажу Тэкс Хэкс. Разработанный в 1984 году художниками Filmation для сериала «Filmation’s Ghostbusters», персонаж привлёк внимание основателя и продюсера студии Лу Шимера, который нашёл его интересным. Шимер предложил Артуру Нэйделу, вице-президенту Filmation по творческим процессам, и арт-директору Джону Гразду разработать научно-фантастический вестерн. Персонажа «придержали» до тех пор, пока идея не сформировалась окончательно.

## Приквел
В 1988 году вышел полнометражный мультипликационный фильм «BraveStarr: The Legend». В этой 91-минутной ленте рассказывается история прибытия шерифа Брэйвстара на Новый Техас, его знакомство с Шаманом и раскрытие (при непосредственном содействии последнего) своих сверхвозможностей, а также первая встреча с 30/30 и заступление на должность шерифа.

## Франчайзинг
В декабре 1986 года, почти за год до премьеры телесериала, компания Mattel выпустила серию коллекционных фигурок (action figures) персонажей сериала. Фигурки имели нестандартно большую для того времени высоту (около 8 дюймов) и продавались в коробках с прозрачным окошком; каждая фигурка могла производить уникальное действие, в комплекте шёл один или несколько самородков кериума. Продажи были плохими: покупатели ещё не были знакомы с персонажами, многие сходятся во мнении, что Mattel поторопилась с выпуском продукта на рынок, стремясь заработать во время рождественского покупательского бума; в то время как представители Mattel обвинили в плохих продажах крупный размер фигурок, их высокую стоимость и невозможность наглядной реализации в игрушке сверхвозможностей Звезды Отваги.
Также была выпущена видеоигра, скроллинговый шутер для Commodore 64, Amstrad CPC и ZX Spectrum. Имели место и другие франчайзинговые товары: водяные пистолеты, альбомы с наклейками, постельное бельё с изображением персонажей сериала и т. д.
В январе 1987 года Blackthorne Publishing начала выпуск комиксов «BraveStarr in 3-D».